# Eugène Rolland (ingénieur)
Pour les articles homonymes, voir Eugène Rolland et Rolland.
Eugène Rolland, né à Metz le 9 août 1812 et décédé à Paris le 31 mars 1885, est un ingénieur français. Sorti de l’École polytechnique en 1832, il fit la plus grande partie de sa carrière au sein de la Régie des Tabacs, de 1844 à 1881.

## Biographie
Eugène Rolland naît à Metz en Lorraine, le 9 août 1812. Après avoir fait ses études au lycée de Metz, Eugène Rolland est admis à l'École Polytechnique en 1830.

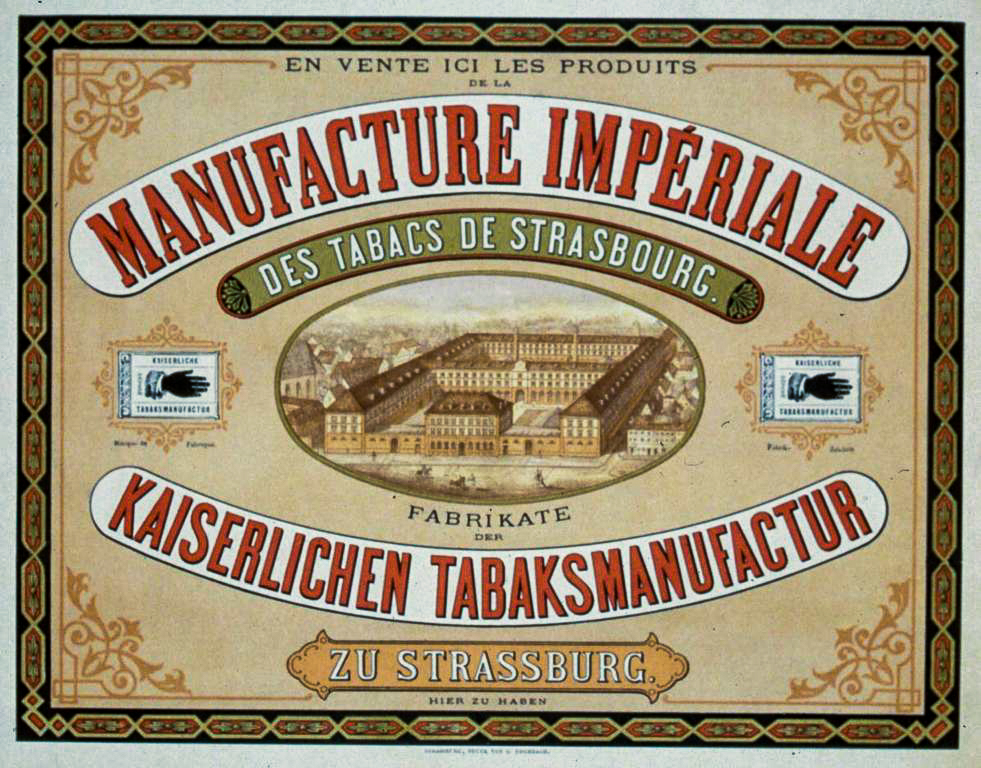
La manufacture impériale des tabacs de Strasbourg, XIXe s.

Ses débuts se font à la manufacture des tabacs de Strasbourg où il réalise sa première invention, celle du torréfacteur. Les machines qu'il conçoit contribuent à placer la technique industrielle française des tabacs au premier rang mondial. Il élabore un plan type pour les manufactures des tabacs, dont le prototype fut réalisé à Strasbourg entre 1848 et 1851. Les principales caractéristiques de ce type sont une mécanisation accrue des activités – torréfaction, râpage mécanique –, une organisation des ateliers sur cours et autour des chaufferies, ainsi qu'une architecture solennelle, propre à marquer le rang d'établissement d'État.
La manufacture des tabacs de Nantes figure ainsi au nombre des premières manufactures sur le « modèle Rolland ». Au début du XXe siècle, l'ingénieur polytechnicien Paul Berdin reprend encore ce modèle pour la manufacture d’Issy-les-Moulineaux. Au cours de sa carrière, Eugène Rolland émit également une théorie complète des régulateurs isochrones. En 1860, il est nommé par Napoléon III au poste de Directeur général des Manufactures de l’État. La manufacture des tabacs de Metz est créée sous son impulsion, en 1868.
Le 18 mars 1872, il est élu membre de l'Académie des sciences, en remplacement de Guillaume Piobert. Il meurt à Paris le 31 mars 1885.
Eugène Rolland fut également Conseiller général du département de la Moselle, et Grand officier de la Légion d'Honneur (décret du 29 décembre 1881).

## Publications
- Eugène Rolland, Réfutation de la brochure de M. le baron de Janzé, intitulée Les Finances et le monopole du tabac, Paris, P. Dupont, 1869, 124 p. (présentation en ligne).